# Heliamphora pulchella
Heliamphora pulchella är en flugtrumpetväxtart som beskrevs av Wistuba, Carow, Harbarth och Nerz. Heliamphora pulchella ingår i släktet Heliamphora och familjen flugtrumpetväxter. Inga underarter finns listade i Catalogue of Life.

## Bildgalleri

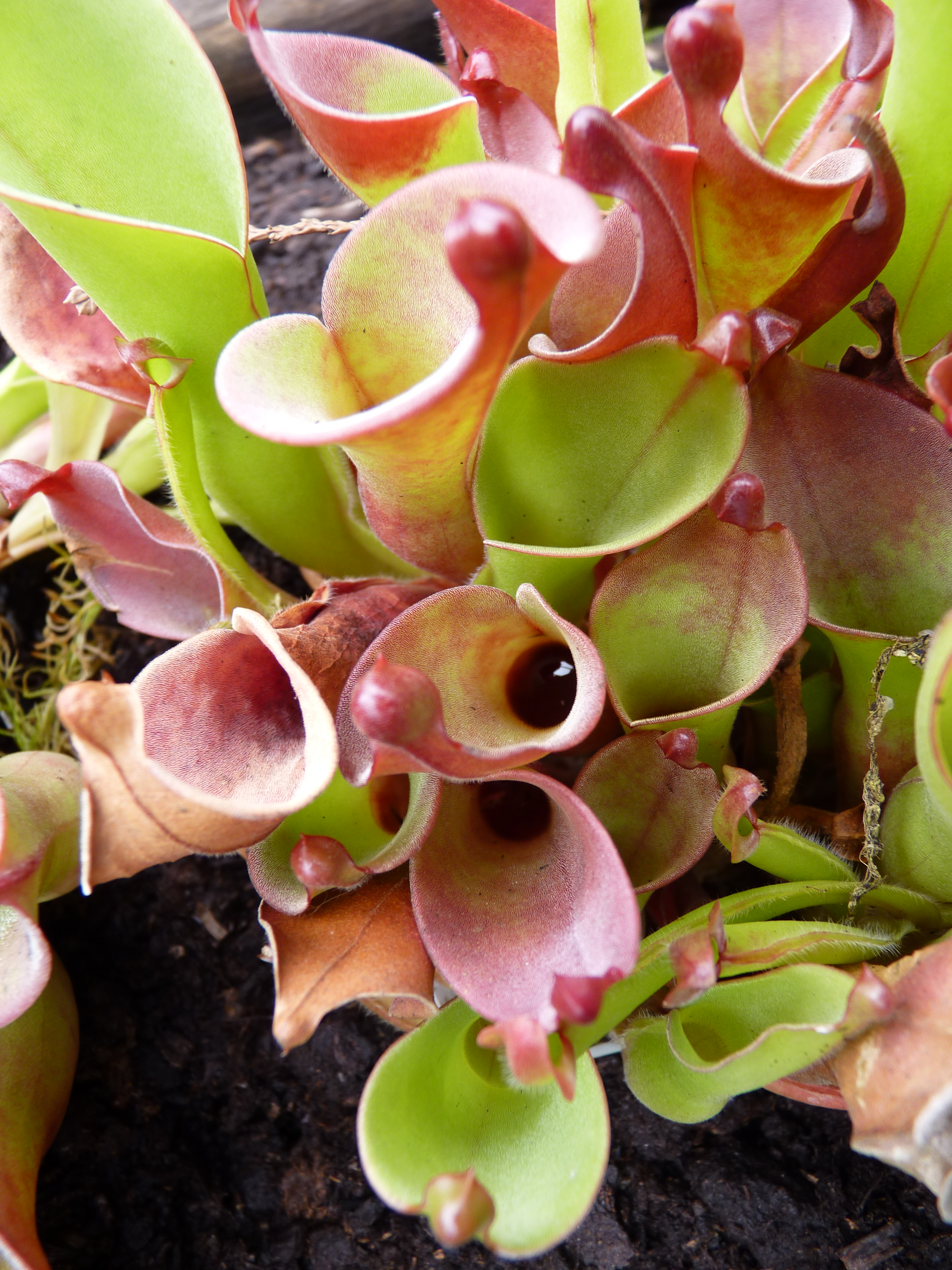
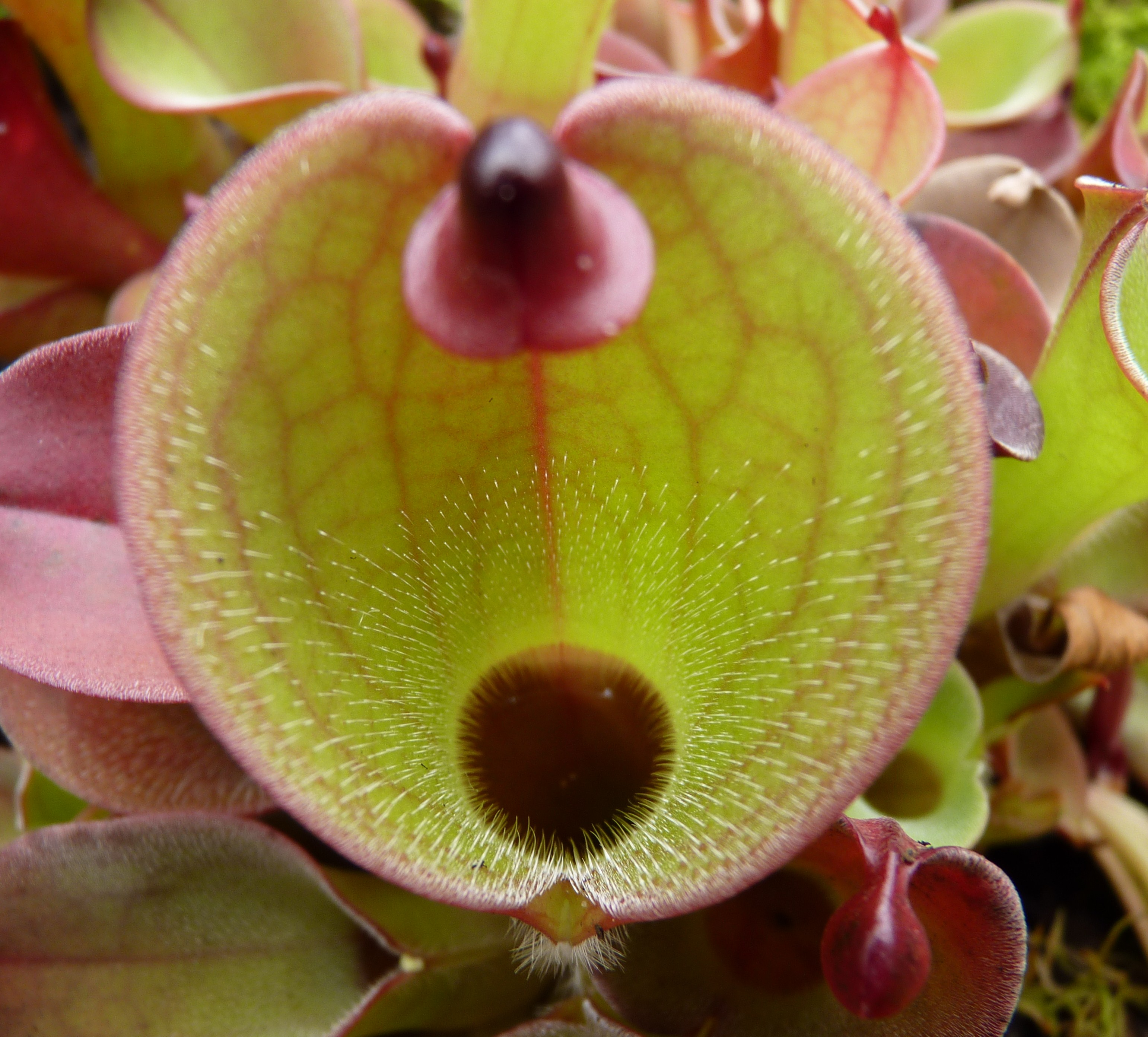
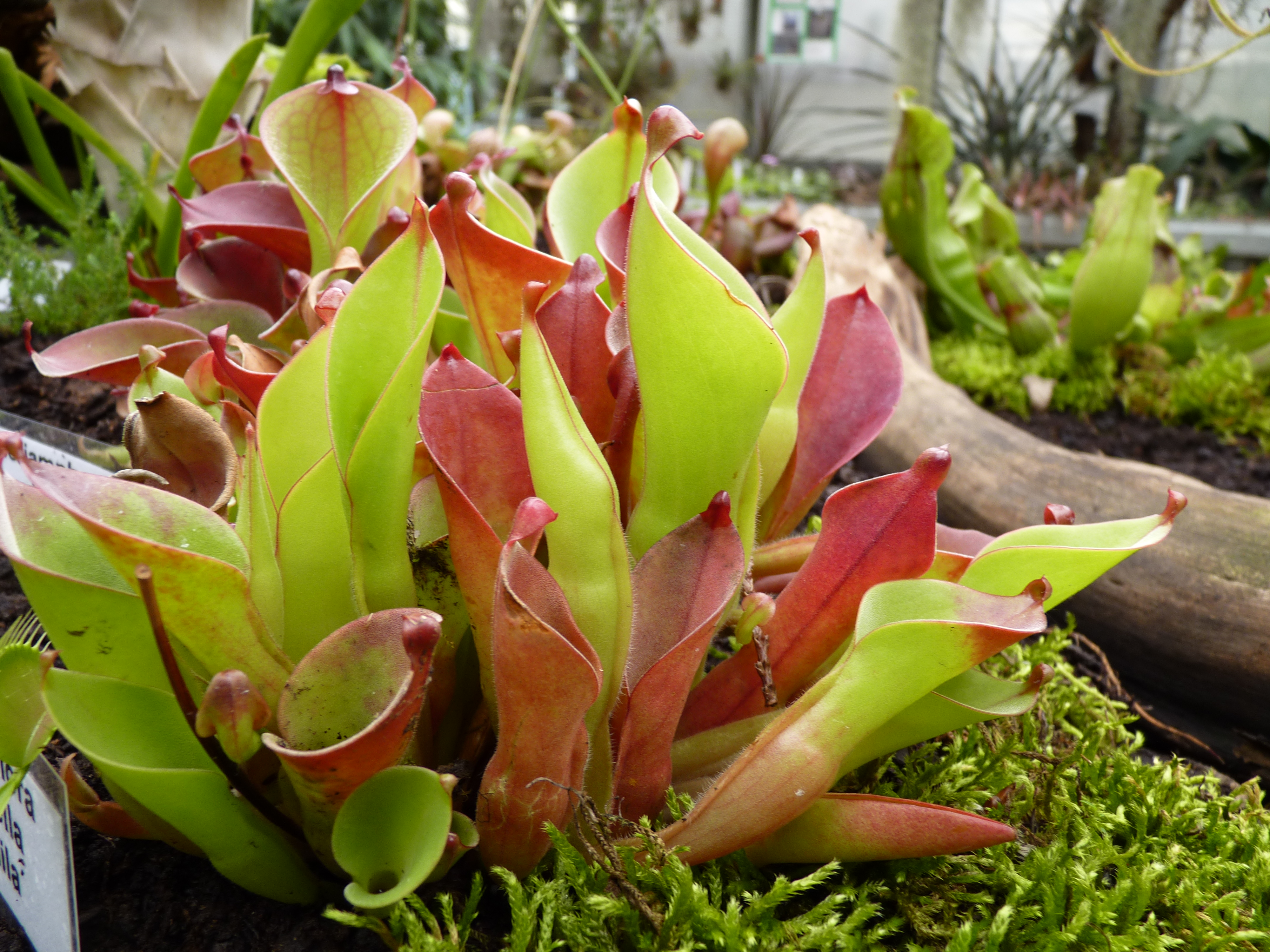
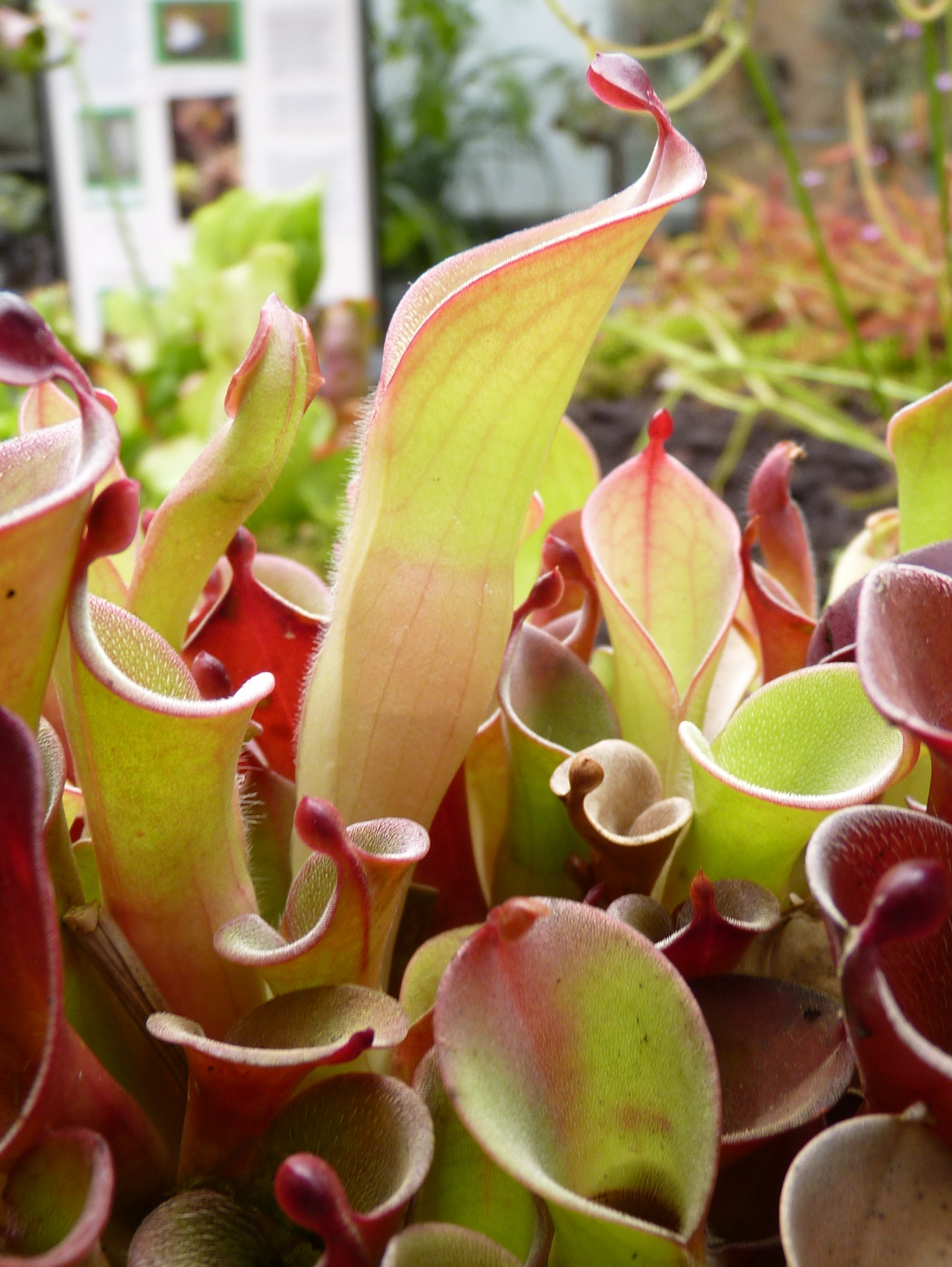
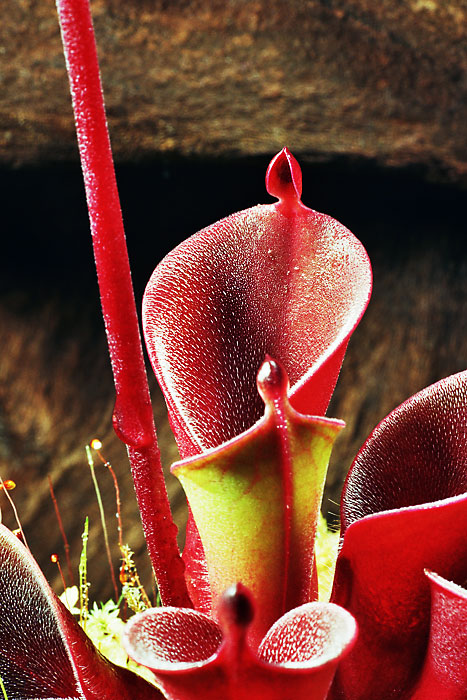
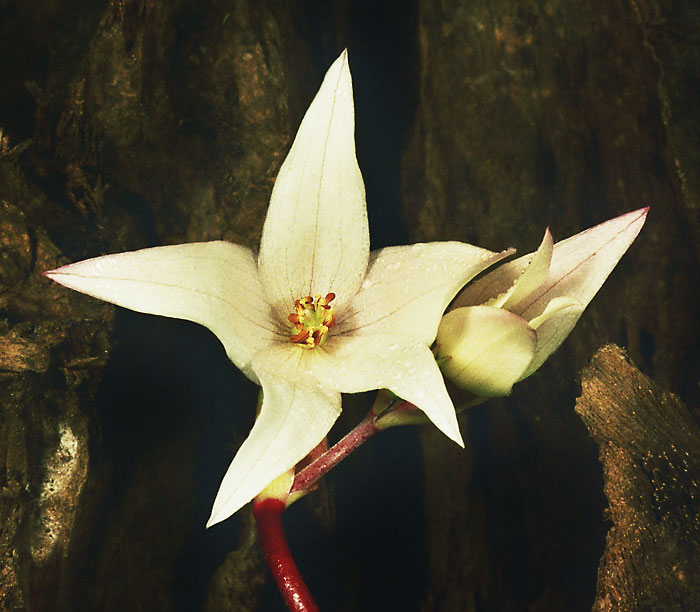